# Djupkärra-Dammsjön
Djupkärra-Dammsjön är en sjö i Norbergs kommun i Västmanland och ingår i Norrströms huvudavrinningsområde.